# Sucé-sur-Erdre

Localització de Sucé-sur-Erdre

Sucé-sur-Erdre (en bretó Sulieg, en gal·ló La Chapèll sur l'Erd) és un municipi francès, situat a la regió de país del Loira, al departament de Loira Atlàntic, que històricament ha format part de la Bretanya. L'any 2006 tenia 6.111 habitants. Limita amb els municipis de Casson, Nort-sur-Erdre, Petit-Mars, Saint-Mars-du-Désert, Carquefou, La Chapelle-sur-Erdre i Grandchamp-des-Fontaines.

## Demografia
| 1962                                       | 1968  | 1975  | 1982  | 1990  | 1999  |
| ------------------------------------------ | ----- | ----- | ----- | ----- | ----- |
| 1.654                                      | 1.696 | 2.346 | 4.135 | 4.806 | 5.868 |
| Des de 1962: població sense dobles comptes |       |       |       |       |       |

## Administració
| Període   | Identitat         | Partit        |
| --------- | ----------------- | ------------- |
| 1983-2001 | Serge Drouet      | Divers droite |
| 2001-2008 | Dominique Meluc   | Divers droite |
| 2008-     | Daniel Châtellier | PS            |

## Galeria d'imatges

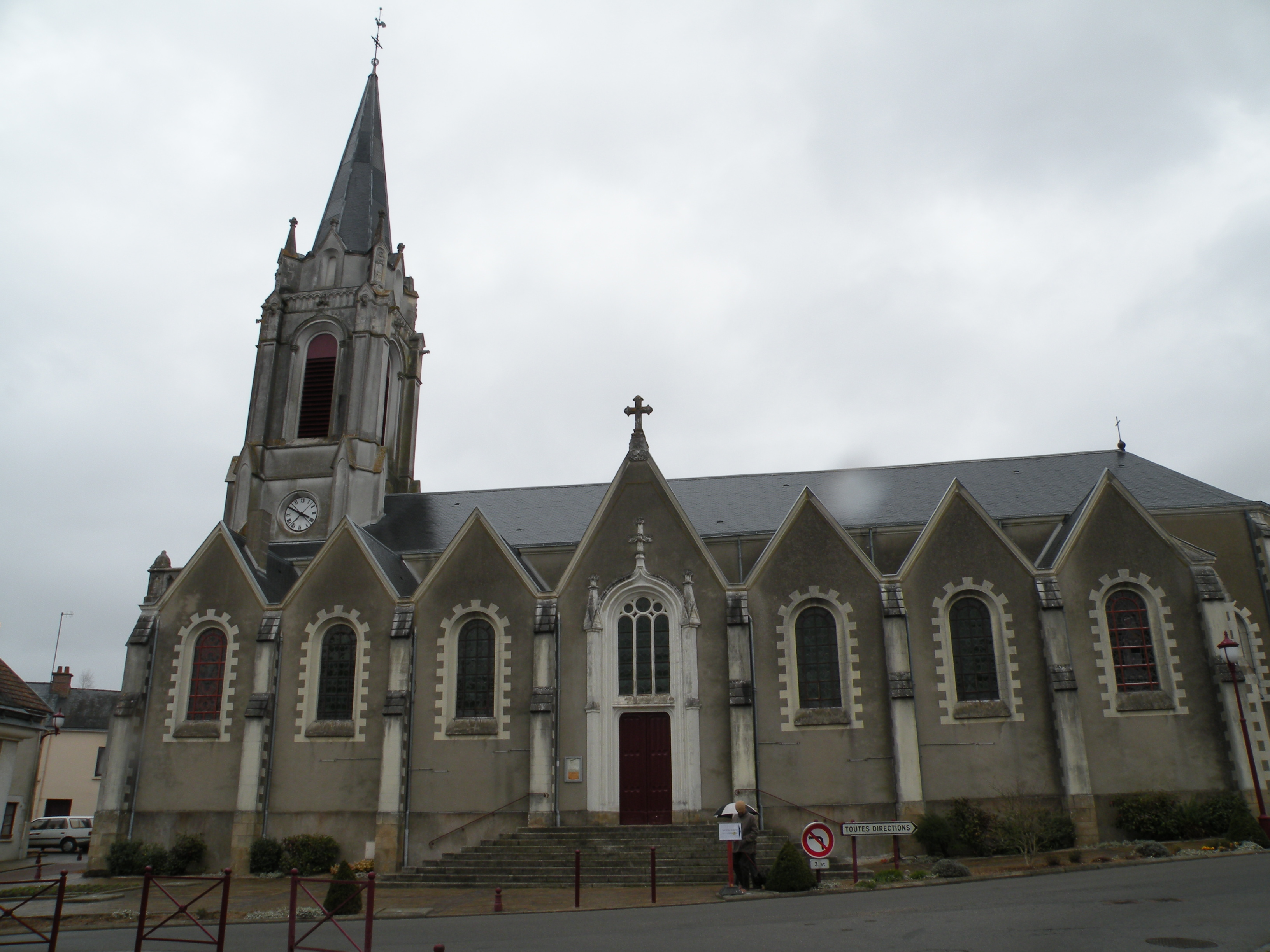
L'església
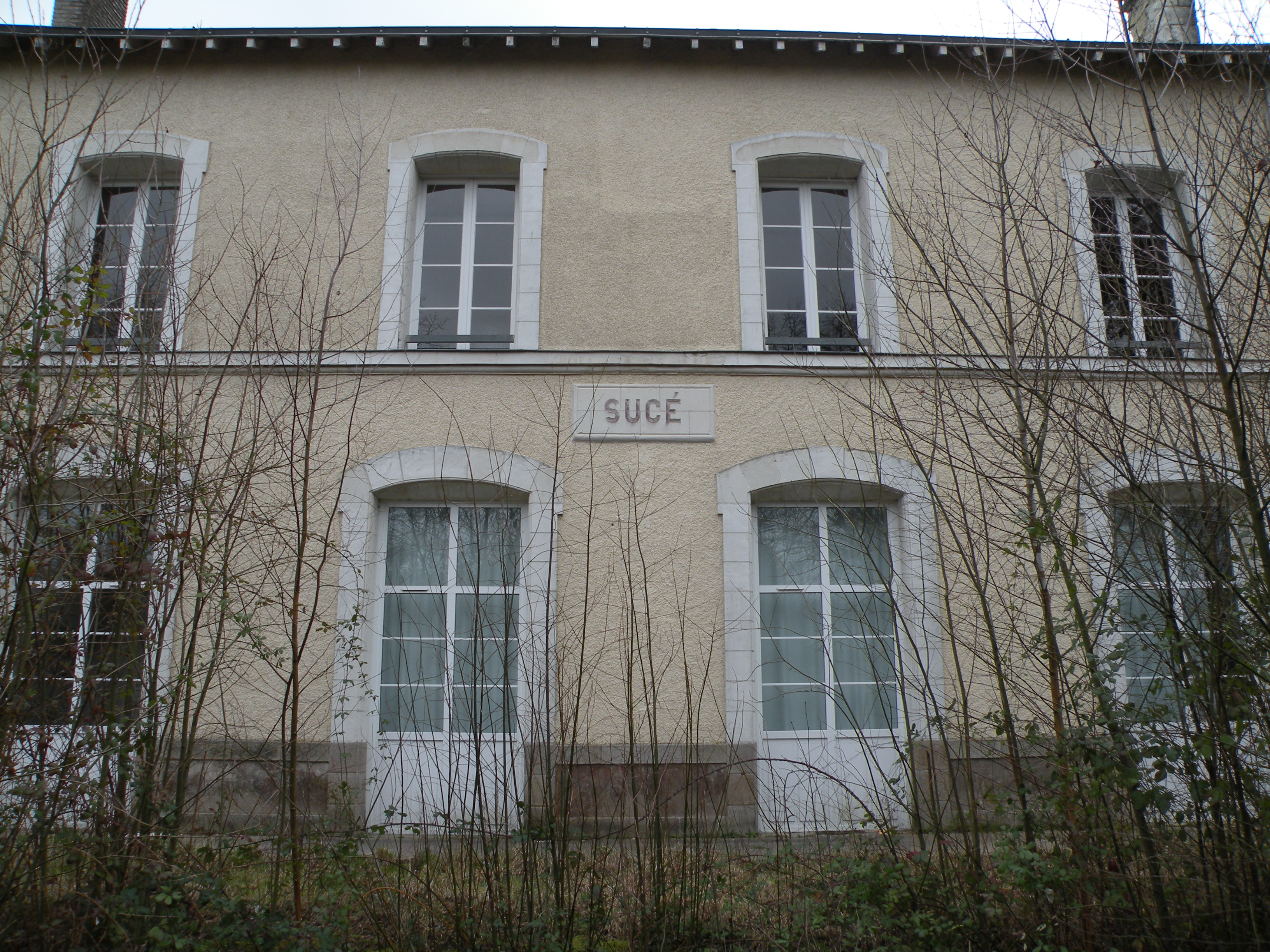
L'antiga estació, actual casa d'associacions
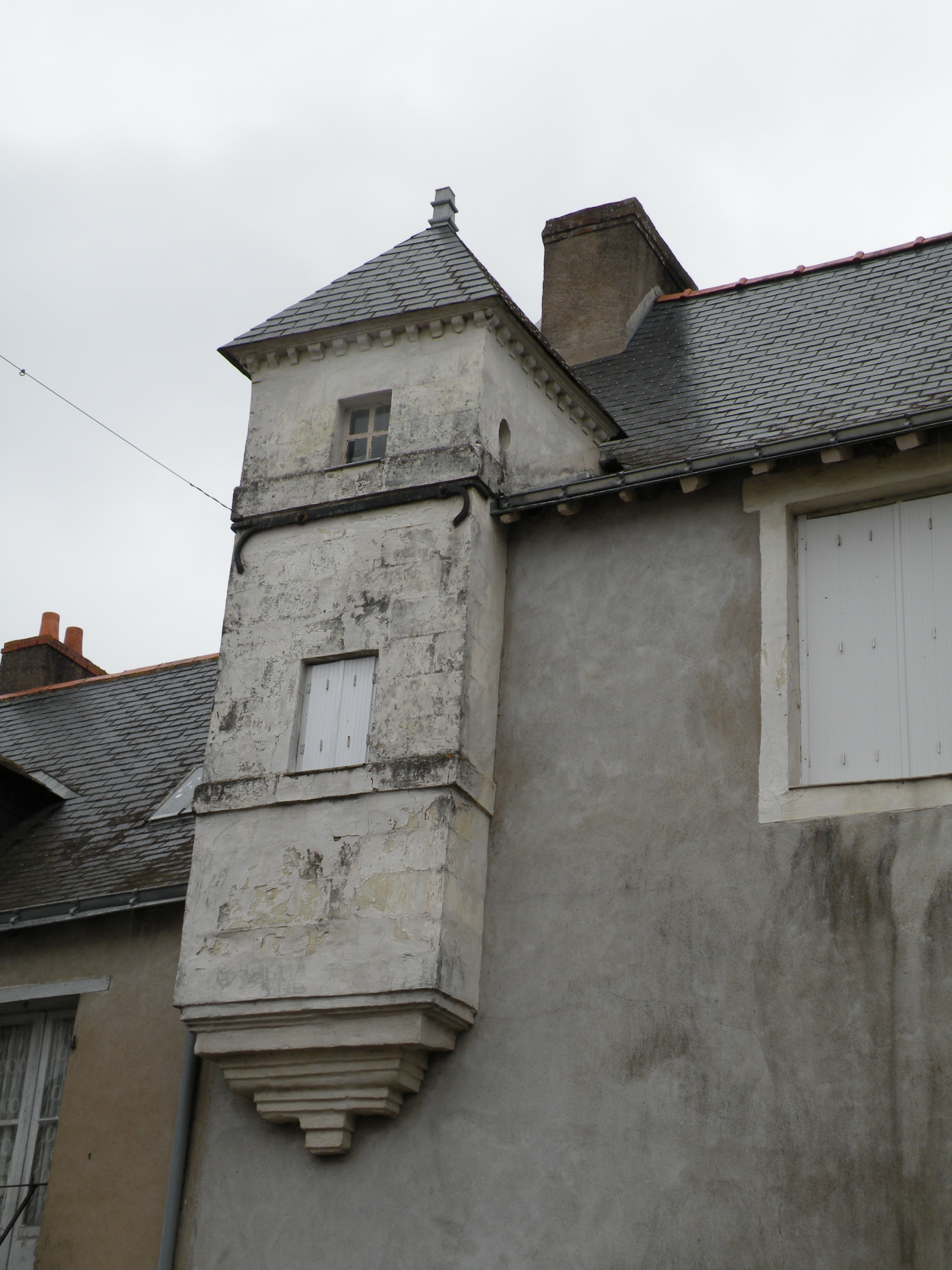
Una casa al centre de la vila
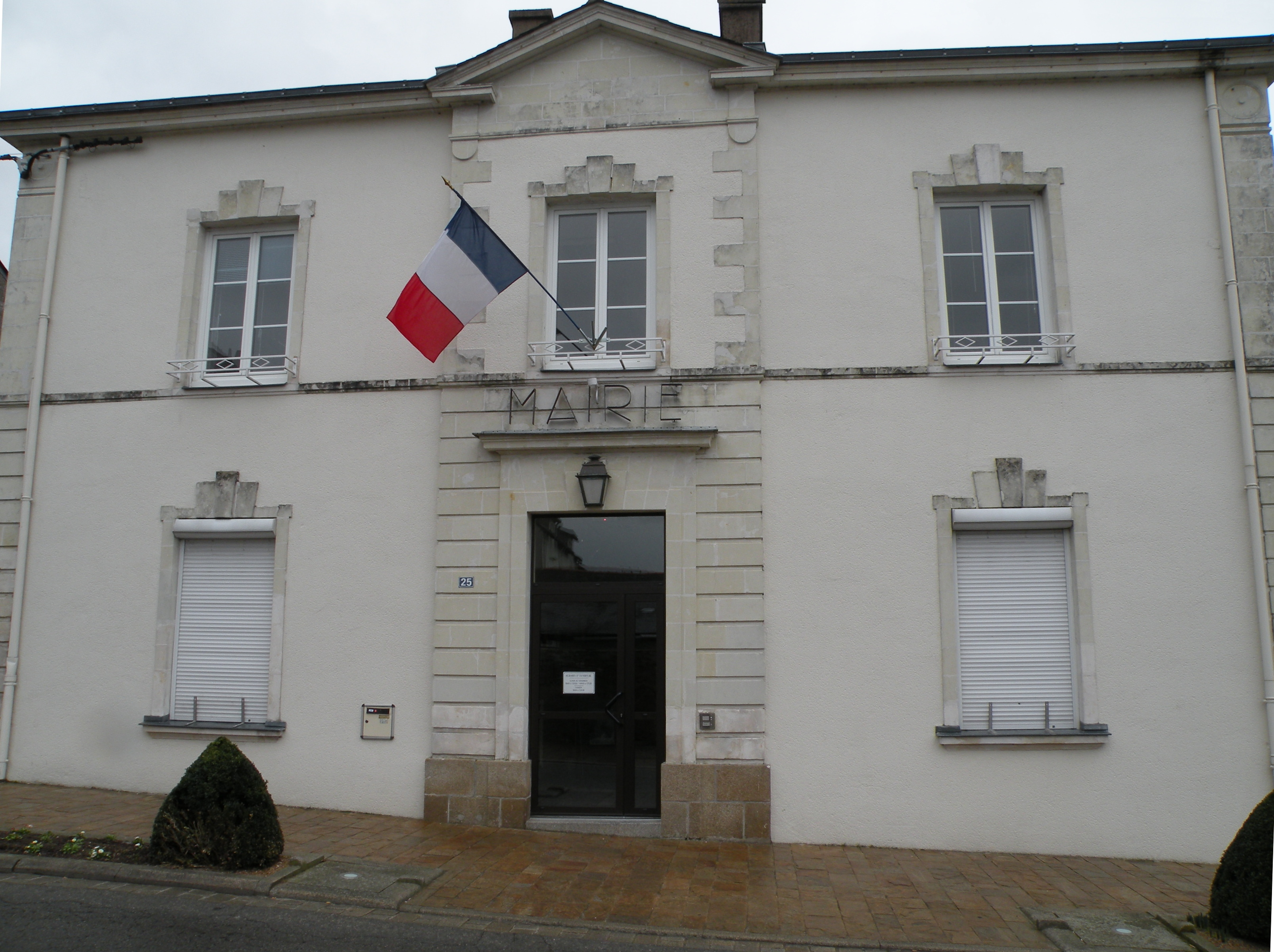
L'alcaldia